# Лансдейл (Пенсільванія)
Лансдейл (англ. Lansdale) — місто (англ. borough) в США, в окрузі Монтгомері штату Пенсільванія. Населення — 18 773 особи (2020).

## Географія
Лансдейл розташований за координатами 40°14′30″ пн. ш. 75°16′52″ зх. д. / 40.24167° пн. ш. 75.28111° зх. д. (40.241654, -75.281208).  За даними Бюро перепису населення США в 2010 році місто мало площу 7,75 км², уся площа — суходіл.

## Демографія
Згідно з переписом 2010 року, у селищі мешкало 16 269 осіб у 6655 домогосподарствах у складі 3913 родин. Густота населення становила 2099 осіб/км².  Було 7157 помешкань (923/км²).
Расовий склад населення:
| - 75,9 % — білих - 13,3 % — азіатів - 5,9 % — чорних або афроамериканців - 0,2 % — корінних американців - 0,1 % — вихідців з тихоокеанських островів - 1,9 % — осіб інших рас |

До двох чи більше рас належало 2,7 %. Частка іспаномовних становила 5,0 % від усіх жителів.
За віковим діапазоном населення розподілялося таким чином: 21,4 % — особи молодші 18 років, 64,4 % — особи у віці 18—64 років, 14,2 % — особи у віці 65 років та старші. Медіана віку мешканця становила 38,1 року. На 100 осіб жіночої статі у селищі припадало 95,1 чоловіків;  на 100 жінок у віці від 18 років та старших — 91,9 чоловіків також старших 18 років.
Середній дохід на одне домашнє господарство  становив 68 964 долари США (медіана — 58 678), а середній дохід на одну сім'ю — 80 240 доларів (медіана — 69 194). Медіана доходів становила 46 162 долари для чоловіків та 41 119 доларів для жінок. За межею бідності перебувало 9,6 % осіб, у тому числі 13,8 % дітей у віці до 18 років та 5,2 % осіб у віці 65 років та старших.
Цивільне працевлаштоване населення становило 8782 особи. Основні галузі зайнятості: освіта, охорона здоров'я та соціальна допомога — 22,5 %, виробництво — 17,3 %, роздрібна торгівля — 14,0 %, науковці, спеціалісти, менеджери — 11,1 %.

## Відомі особистості
В поселенні народилась:
- Пеггі Марч (* 1948) — американська співачка.